# Trecastagni
Trecastagni est une commune de la province de Catane dans la région Sicile en Italie.

## Administration
| Période                                  | Période | Identité            | Étiquette | Qualité |
| ---------------------------------------- | ------- | ------------------- | --------- | ------- |
| 2013                                     | -       | Giovanni Barbagallo |           |         |
| Les données manquantes sont à compléter. |         |                     |           |         |

### Communes limitrophes
Pedara, San Giovanni la Punta, Viagrande, Zafferana Etnea